# Ikarus (bedrijf)
Ikarus is een Hongaarse fabrikant van autobussen en trolleybussen, gevestigd in Mátyásföld in het 16e district van Boedapest en Székesfehérvár. Het was in de jaren 80 een van de grootste busfabrikanten ter wereld. In samenwerking met westerse fabrikanten verschenen ook modellen voor de wereldmarkt.

## Geschiedenis
Het bedrijf werd al in 1895 door Uhri Imre opgericht als Uhri Imre Kovács- és Kocsigyártó Üzeme (vrij vertaald: "Uhri Imre's Smederij en Autofabriek"). Rond 1913 was het vooral gefocust op het bouwen van auto's. Het bedrijf had een goede naam, maar na de beurscrash van 1929 stortte de vraag in en ging het bedrijf bankroet. Het werd gereorganiseerd en produceerde vanaf 1935 weer. De naam "Ikarus" werd in 1949 geadopteerd, na de fusie met vliegtuigfabrikant Ikarus Gép és Fémgyár Rt.
In het Oostblok was het bedrijf vanwege de Comecon-specialisatie een van de grootste leveranciers van autobussen, die daarnaast ook in landen als Birma, Thailand, Turkije en Egypte verkocht werden. Het bedrijf verkocht ook vrij goed in "het Westen", met inbegrip van de Noord-Amerikaanse markt. In de jaren 70, 80 en 90 van de twintigste eeuw werden van de bouwreeks 200 - bestaande uit diverse varianten enkelvoudige en gelede stads- en streekbussen - meer dan 200.000 stuks geproduceerd. Ikarus bouwde ook trolleybussen, zoals de 260T (afgeleid van de standaard stadsbus 260) en de 280T (afgeleid van de gelede bus 280).
Het bedrijf werd in 1999 overgenomen door Irisbus, destijds een dochterbedrijf van Iveco en Renault. In 2006 besloot het moederbedrijf Iveco de productie van bussen in Hongarije te staken. In 2007 kocht Gábor Széles het bedrijf en kwam Ikarus weer in Hongaarse handen. Op 11 december 2007 rolde de laatste bus van de band en leek de busproductie in Hongarije afgelopen te zijn.
In 2010 werd echter de productie van nieuwe bussen weer opgestart en was de wedergeboorte van Ikarus een feit.
In 2014 kwamen de eerste Ikarus-Škoda trolleybussen op de weg in de Hongaarse stad Szeged. De bussen worden gemaakt in Székesfehérvár, de motoren komen uit de Tsjechische fabriek van Škoda.

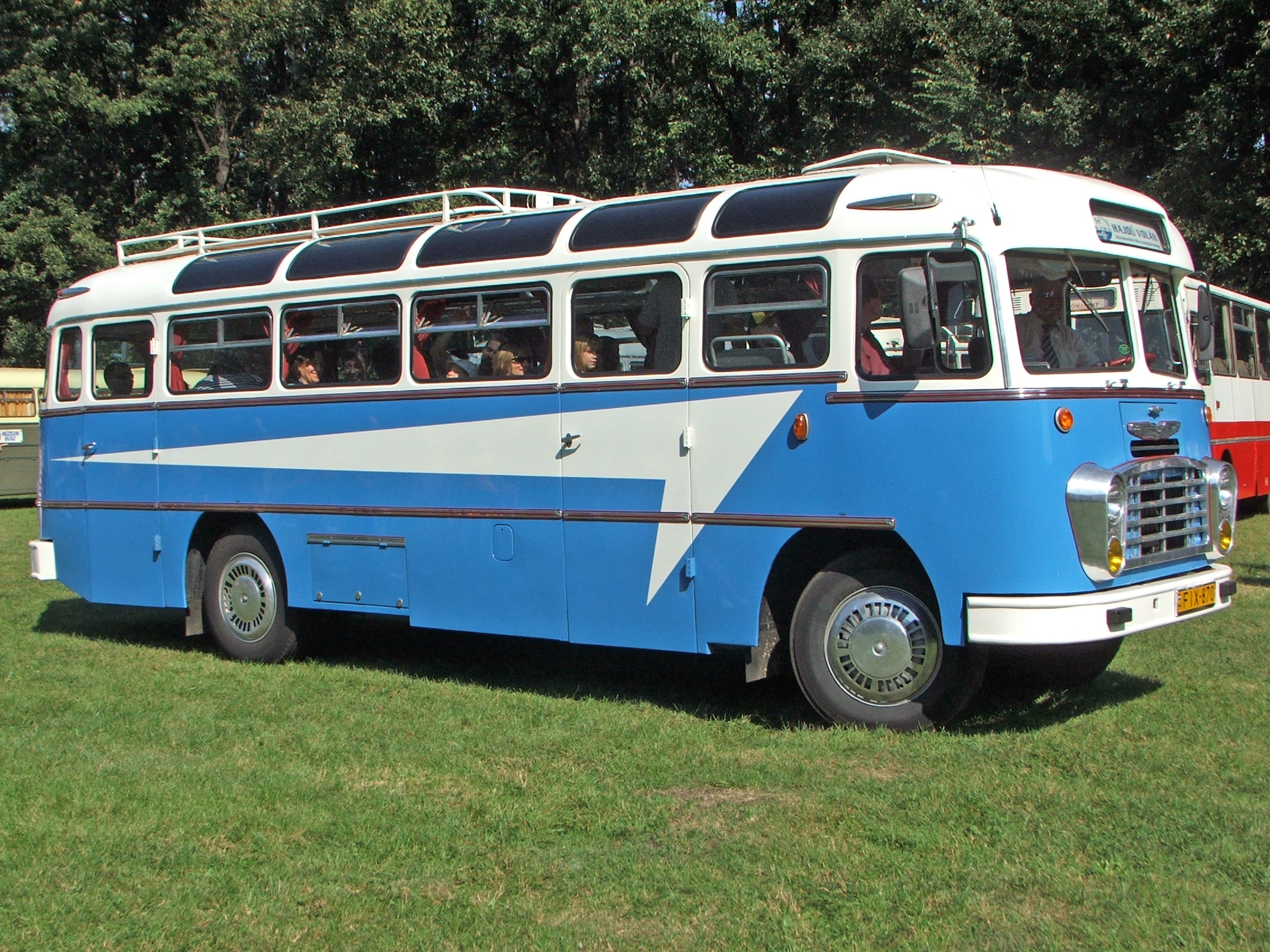
Ikarus 311
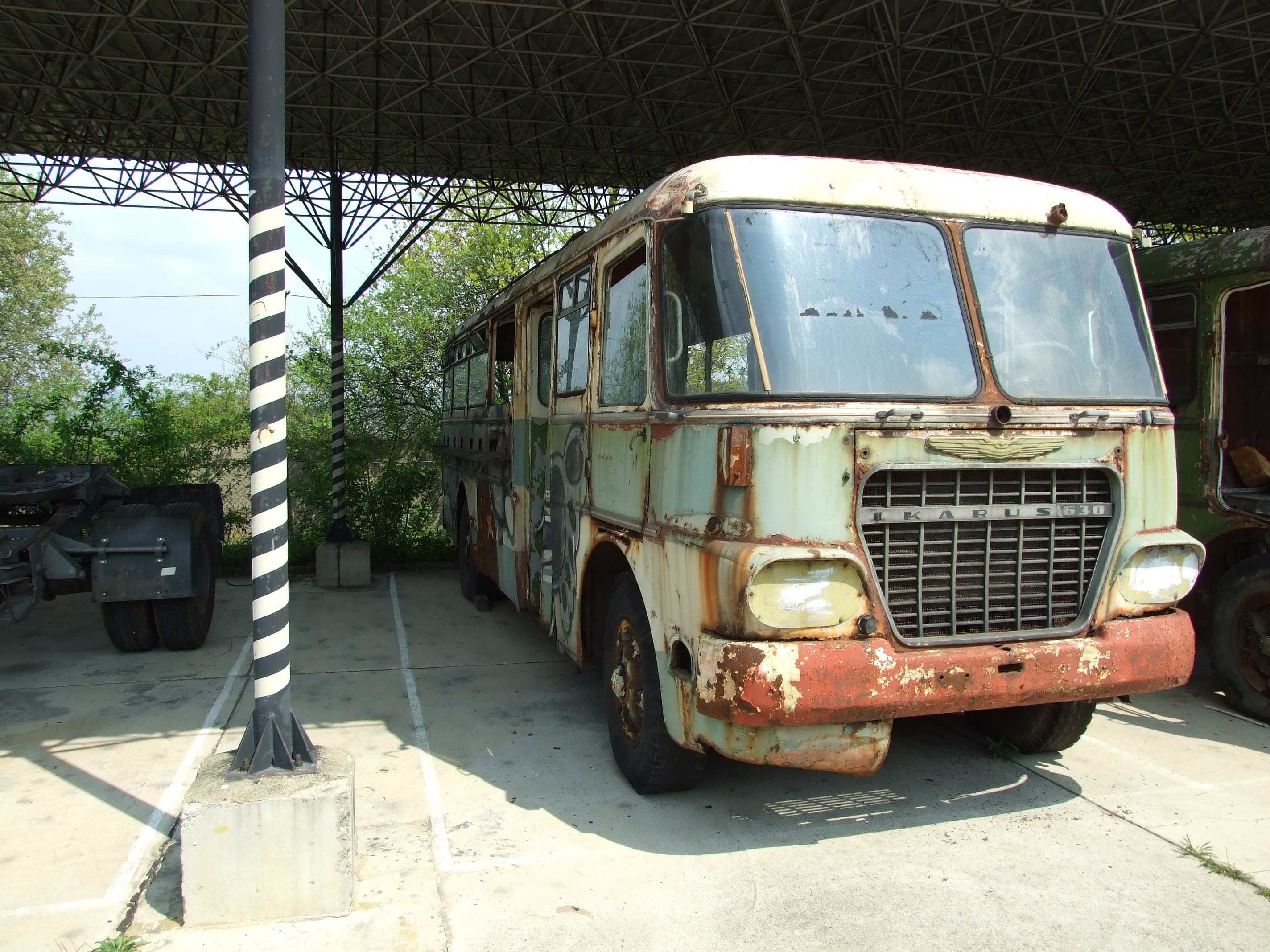
Ikarus 630
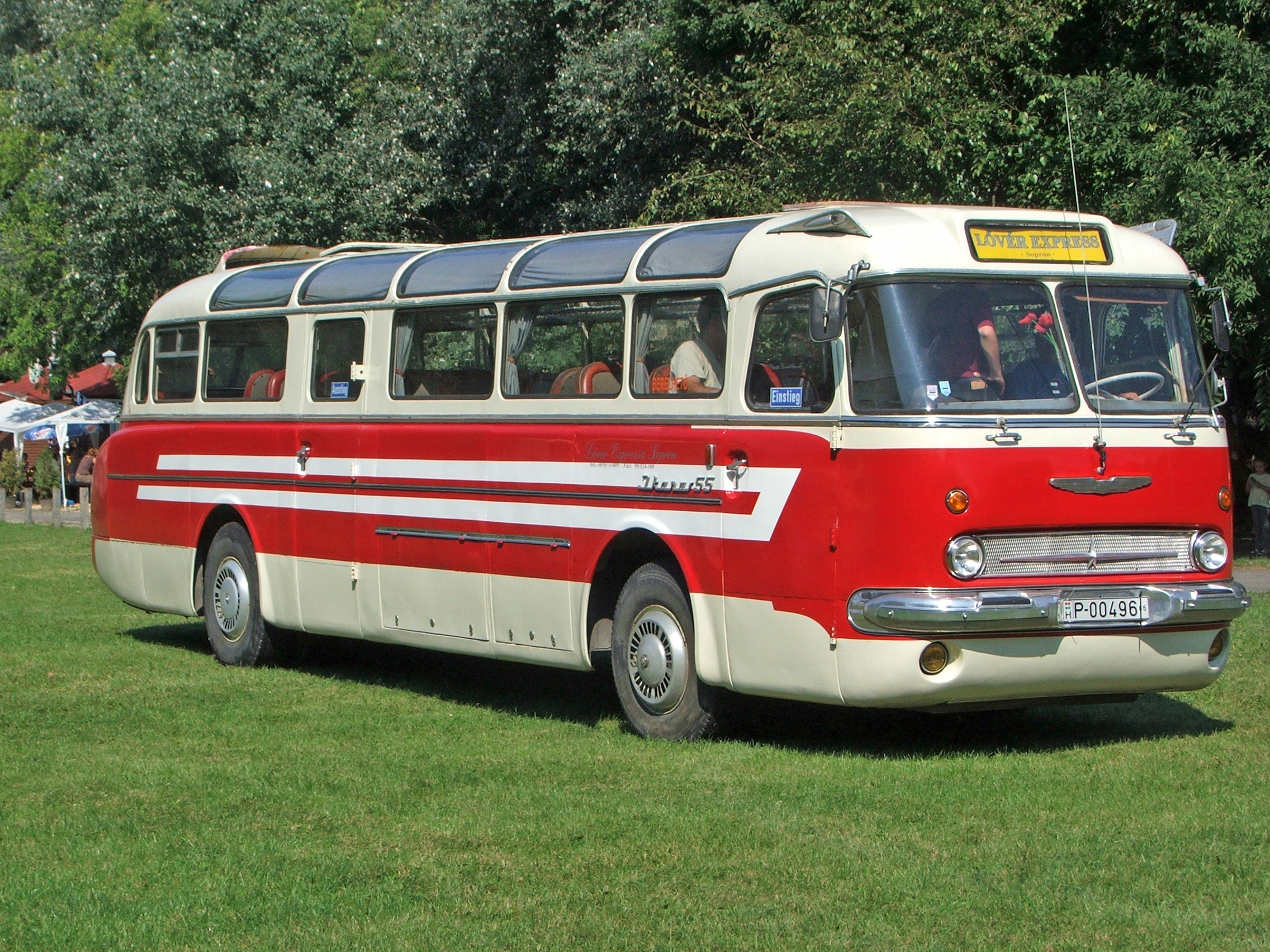
Ikarus 55
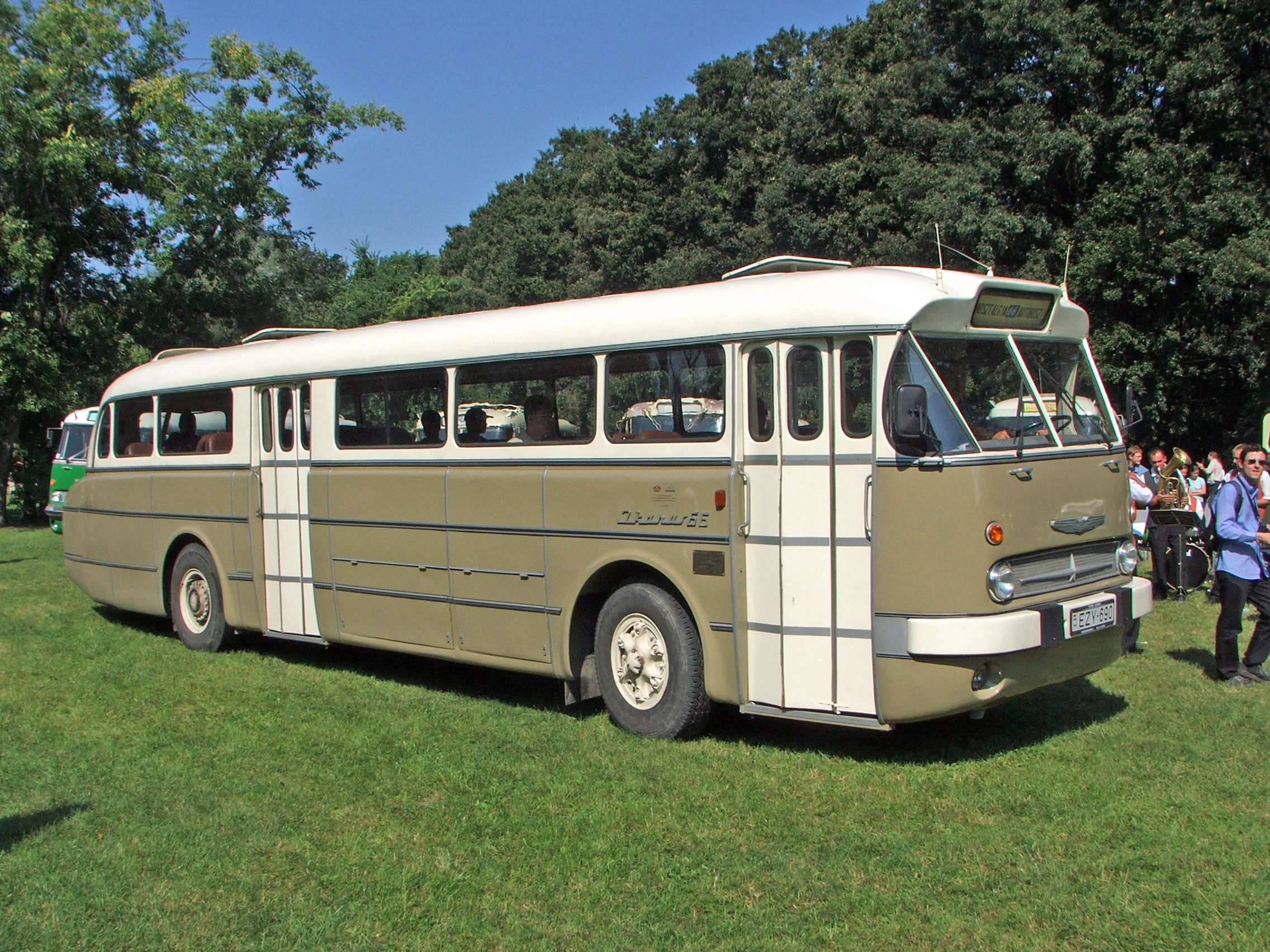
Ikarus 66
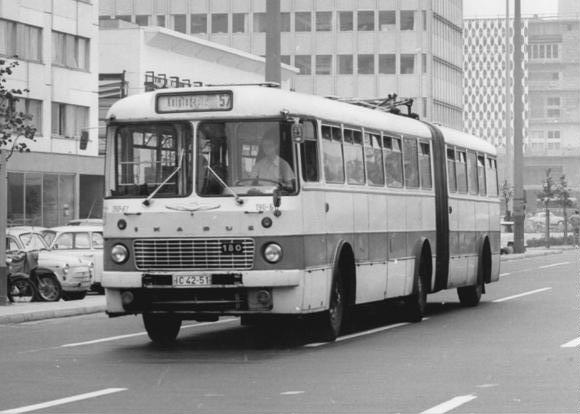
Ikarus 180 1970 in Oost-Berlijn
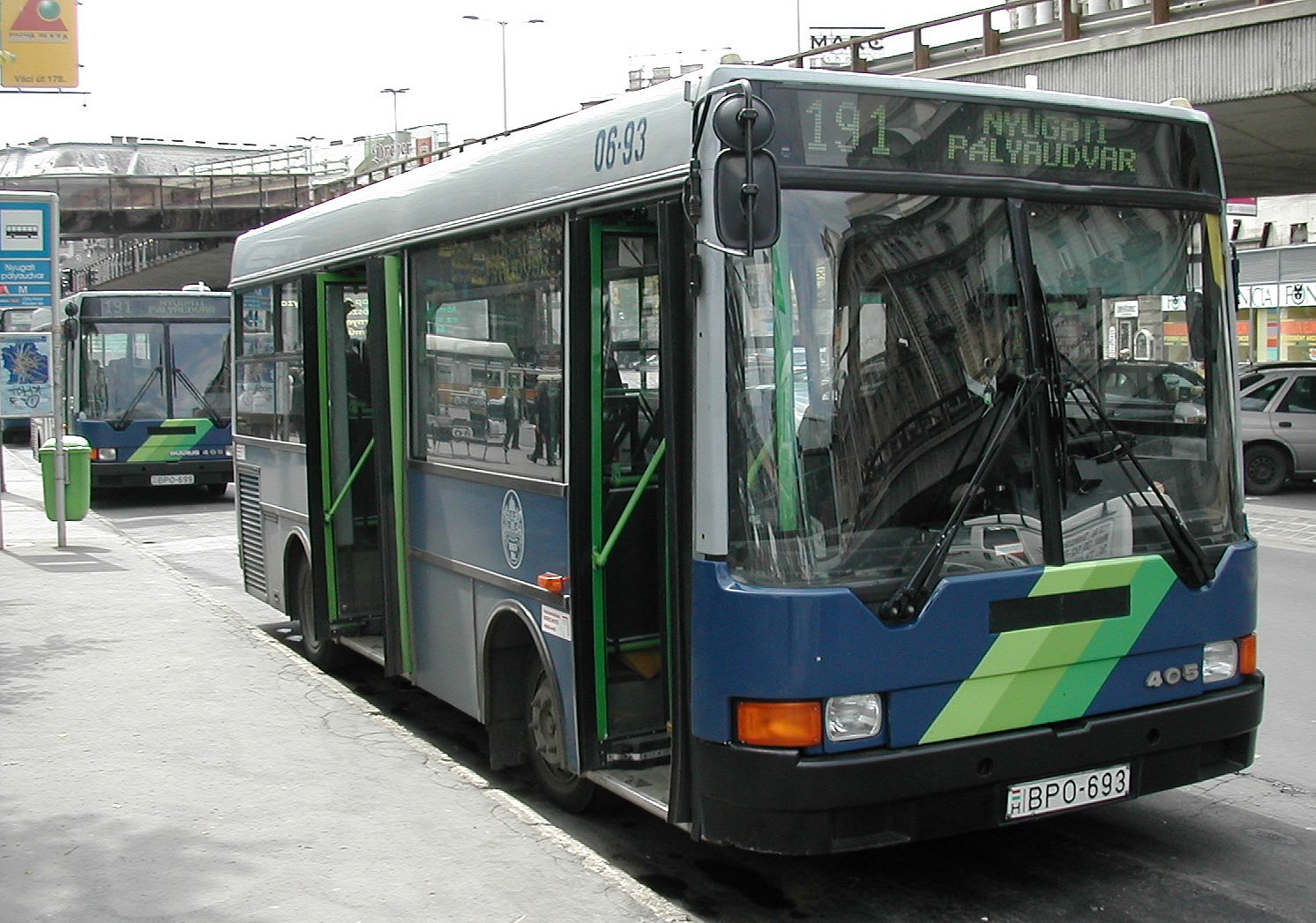
Midibus Ikarus 405
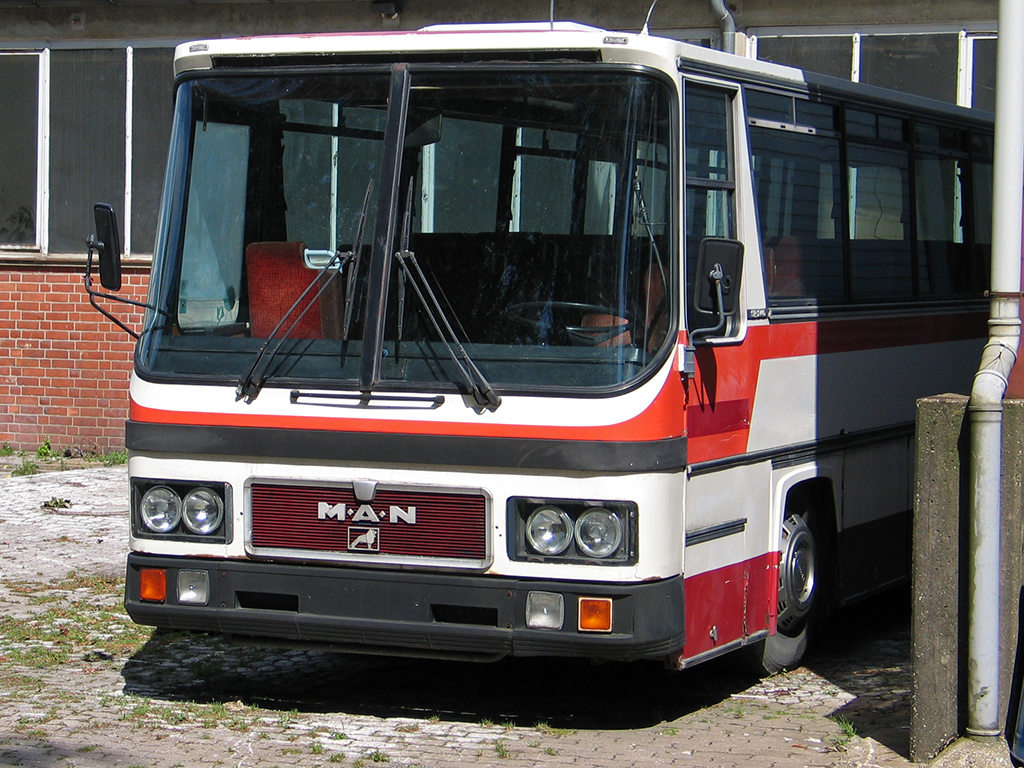
Ikarus 662.65/MAN SR 240

200-reeks

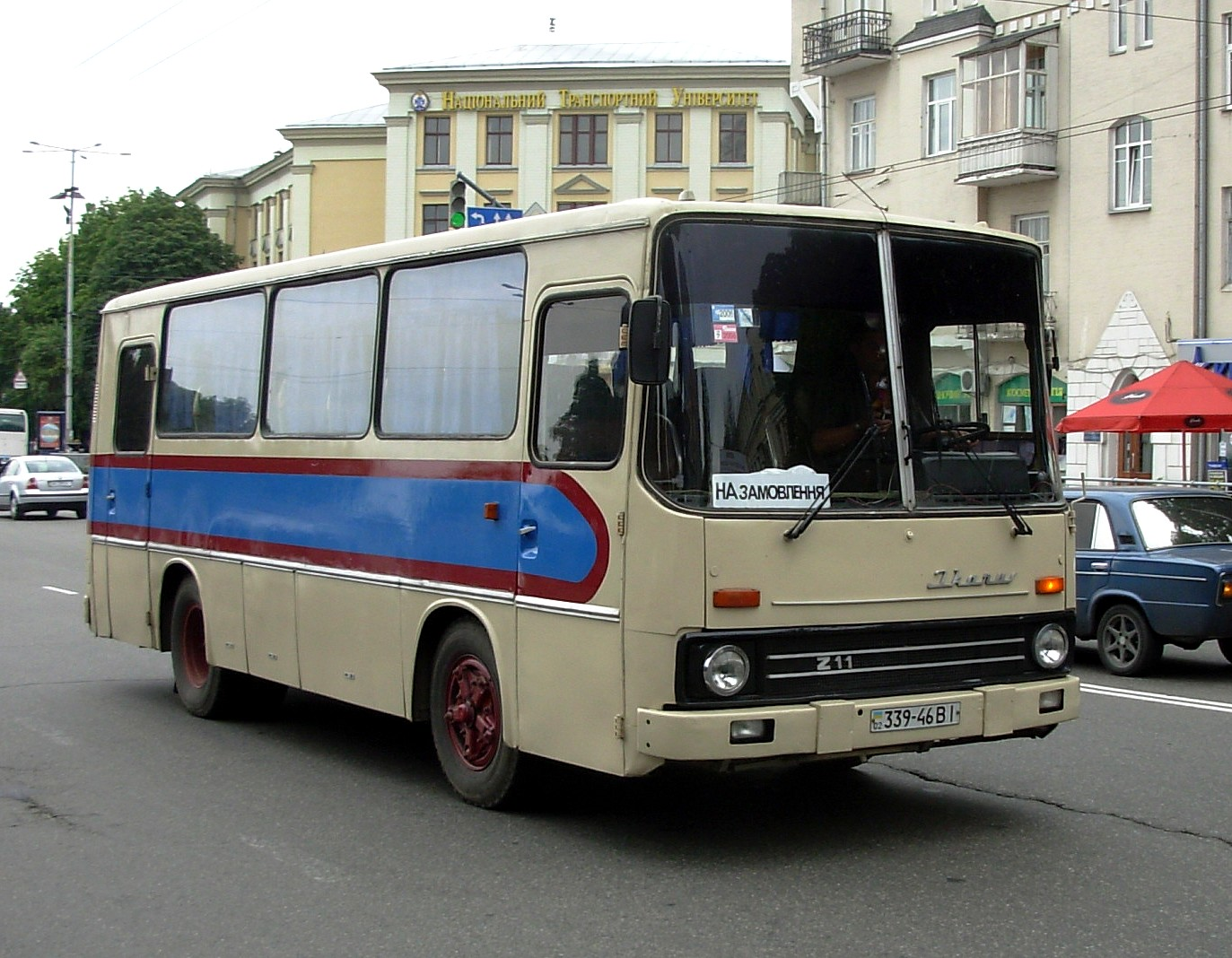
Ikarus 211
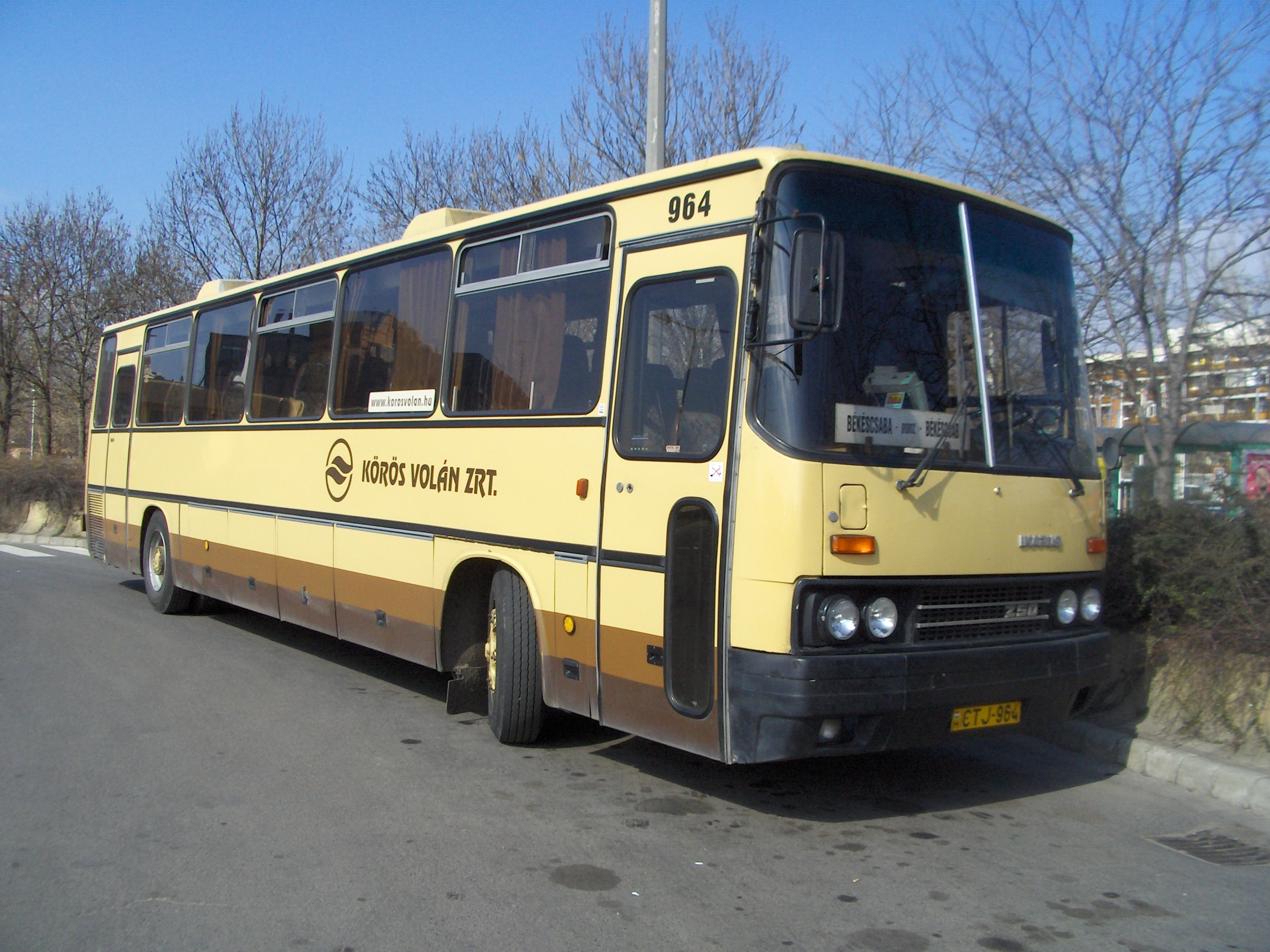
Ikarus 250
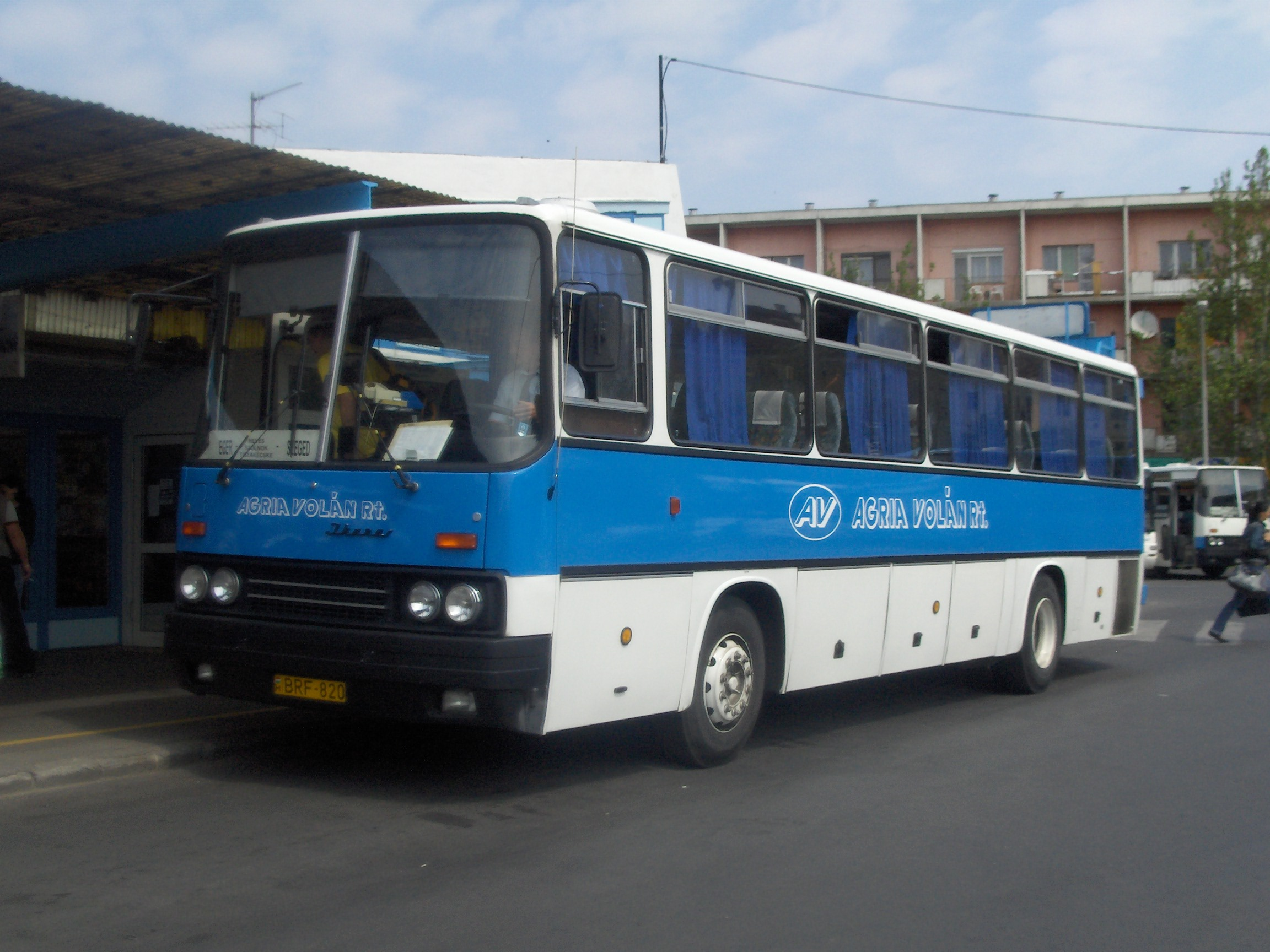
Ikarus 256
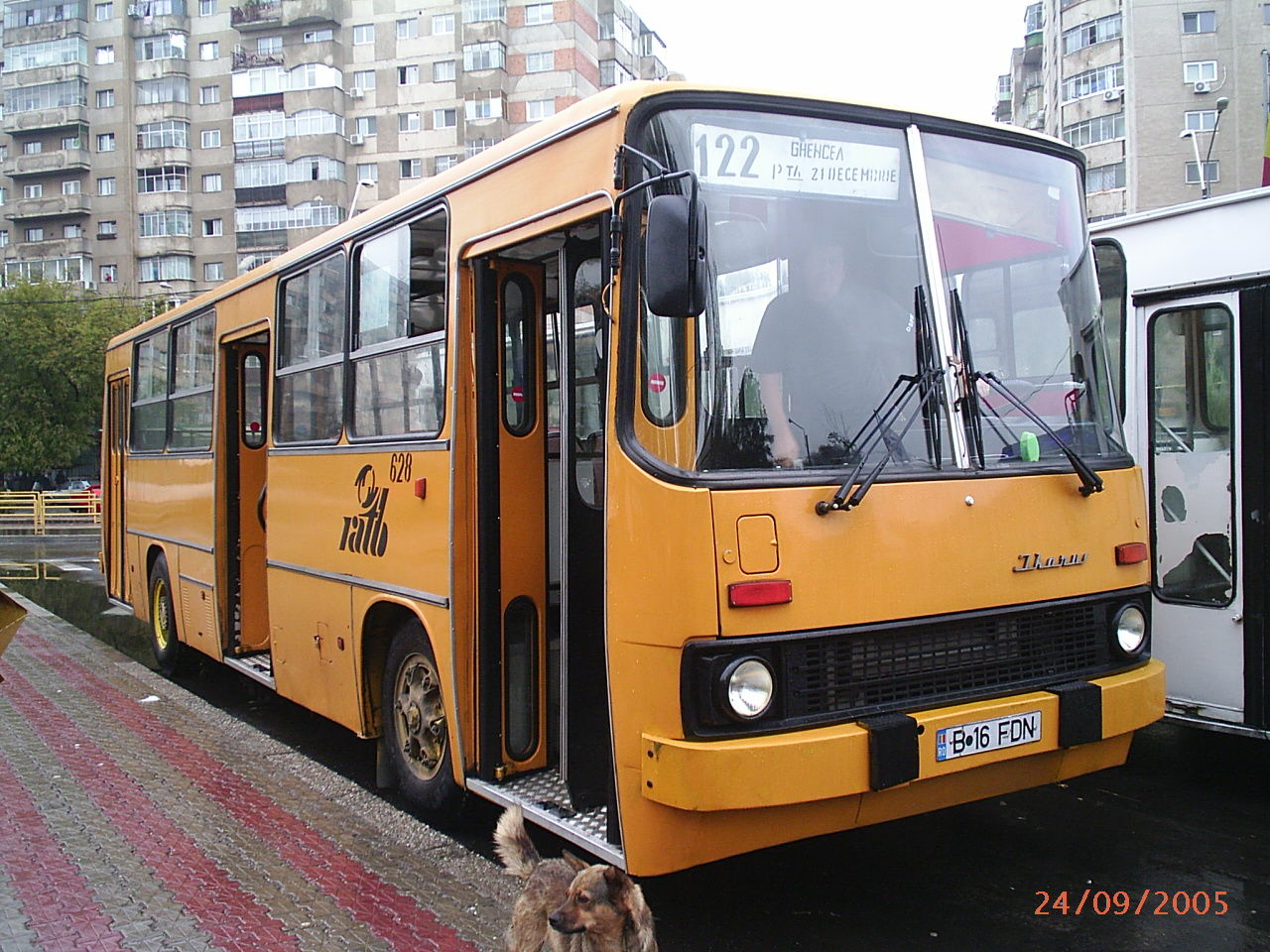
Ikarus 260
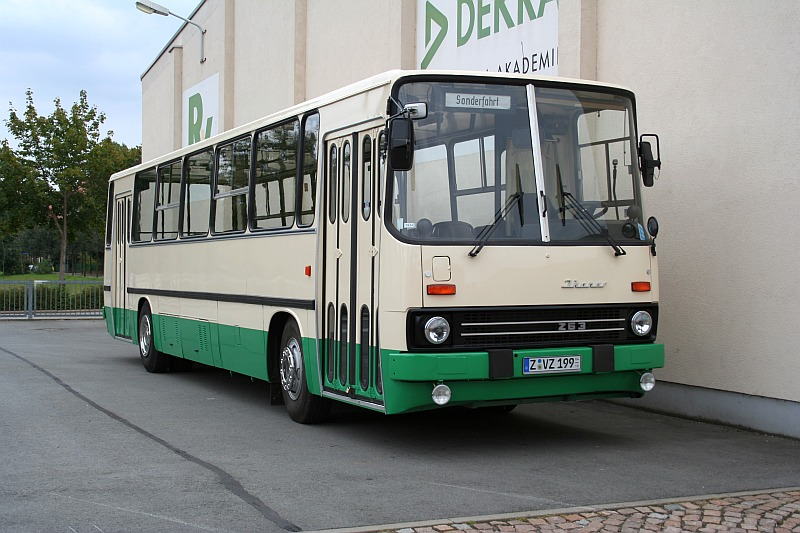
Ikarus 263
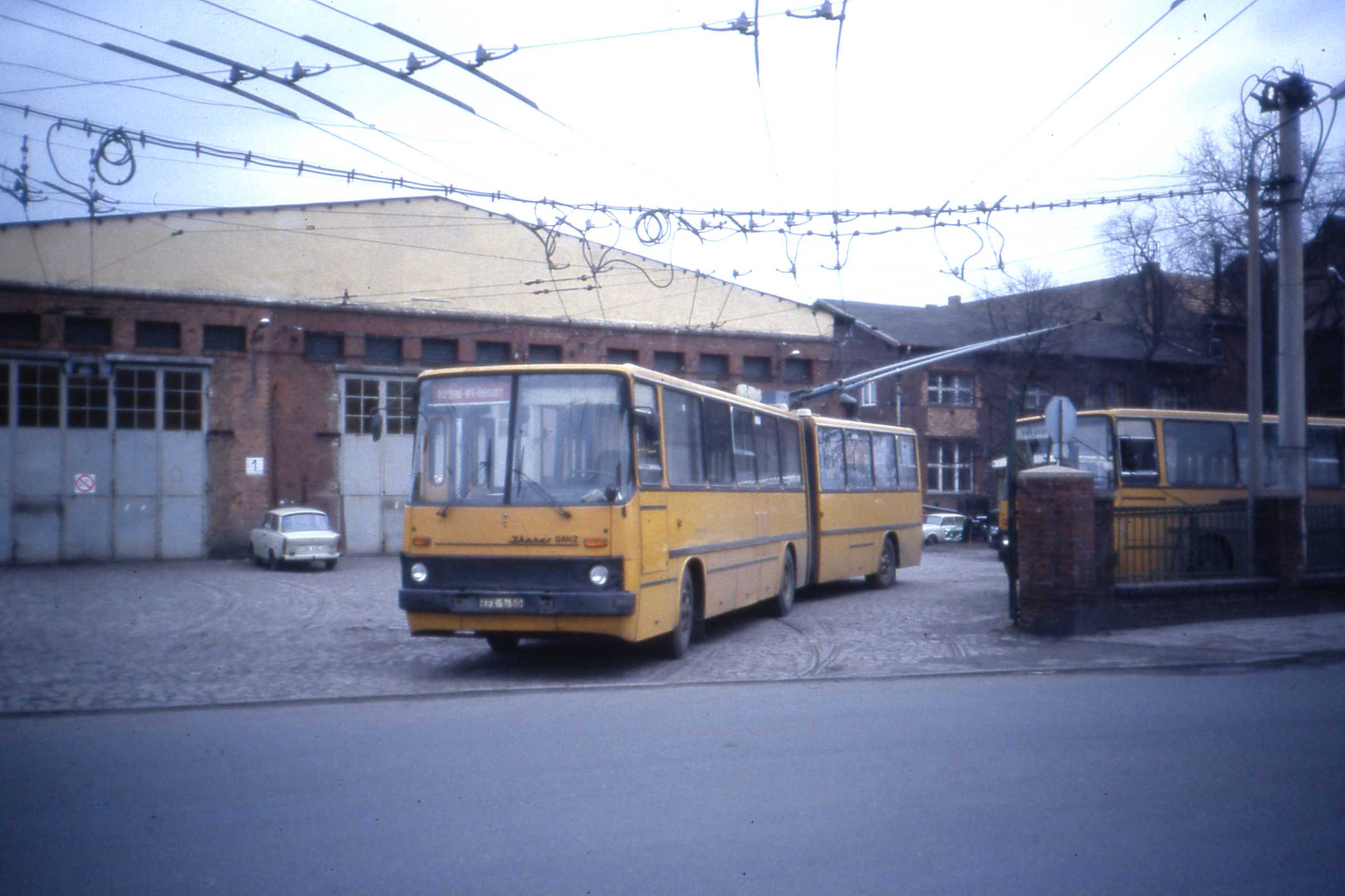
Ikarus 280T

- Virtual International Authority File: 145025819